# Setaria megaphylla
Setaria megaphylla là một loài thực vật có hoa trong họ Hòa thảo. Loài này được (Steud.) T.Durand & Schinz miêu tả khoa học đầu tiên năm 1894.

## Hình ảnh

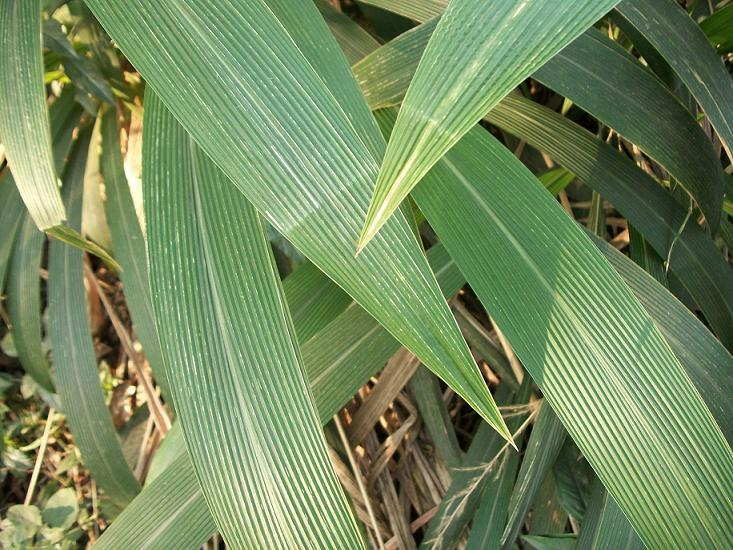
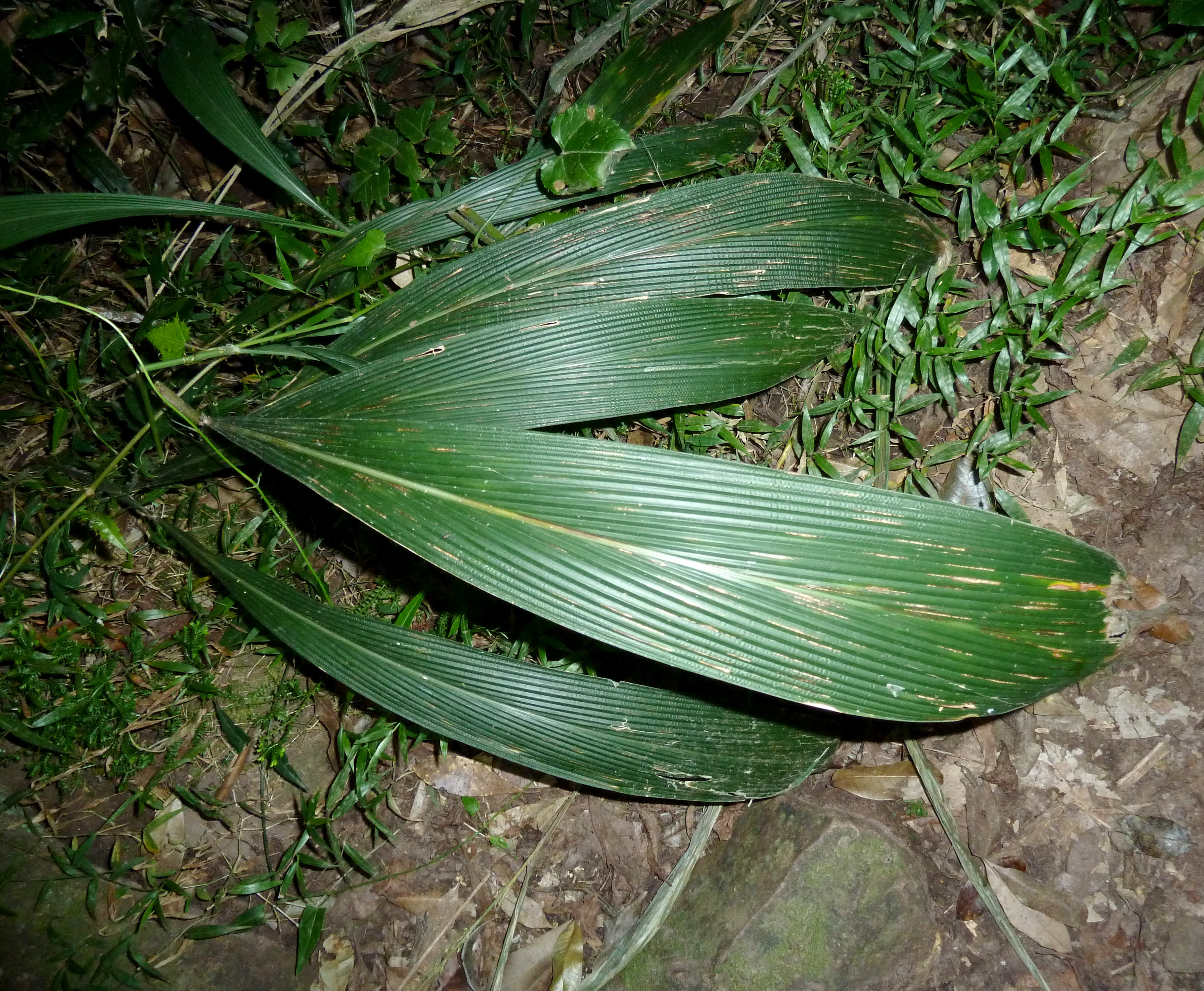